# Raggarkravallerna i Kristianstad
Raggarkravallerna i Kristianstad inträffade den 26 juli 1959, och blev mycket blev uppmärksammade i svenska medier. Kravallerna inträffade i samband med motorcykeltävlingarnas Grand Prix i Kristianstad, som arrangerades sista helgen i juli detta år. Tidigare hade tävlingarna avgjorts i Hedemora, men på grund av fylleri och ordningsproblem stoppade myndigheterna i Kopparbergs län tävlingarna. Den lokala polisen hade anlitat ett militärpoliskompani för att hjälpa till vid arrangemanget genom att dirigera trafik och hålla publiken på avstånd.
På kvällen var det stort tryck på sjukhuset efter att festandet spårat ur och kravaller uppstått. Särskilt campingplatsen vid Sommarlust var utsatt, där både ambulans och brandbil hade angripits av raggare, som förutom att ha tänt eld på tält och toalett även hade kastat stenar och flaskor mot polisen. 
Efter att den lokala Kristiandsstadspolisen misslyckats både med att upplösa upploppet och att få förstärkning från Malmöpolisen kontaktades istället vakthavande befäl vid Norra skånska infanteriregementet I 6. Efter att ha rådgjort med högre befäl skickades militärpoliskompaniet, bestående av värnpliktiga och repsoldater, till platsen där de hårdhänt rensade området med batonger och dragna sablar varefter den civila polisen grep ett antal personer för lagföring.
De raggare som ansågs skyldiga till uppvigling dömdes till förhållandevis hårda fängelsestraff, medan den dåvarande socialdemokratiske försvarsministern Sven Andersson i efterhand gav godkännande till ingripandet som enligt FAVO formellt skulle ha bemyndigats av Konungens befallningshavande, landsfogde samt polischefen i orten eller den som är satt i sådan ämbets- eller tjänstemans ställe.